# 亨利四十二世 (羅伊斯-施萊茨和格拉)
亨利四十二世（德語：Heinrich XLII.，1752年2月27日—1818年4月17日），羅伊斯-施萊茨和格拉親王，1806年至1818年在位。
亨利原本是羅伊斯-施萊茨伯爵。1802年亨利三十世去世，羅伊斯-格拉絕嗣，亨利成為羅伊斯-施萊茨和格拉伯爵。1806年羅伊斯-施萊茨和格拉被升格為親王國，亨利成為第一位羅伊斯-施萊茨和格拉親王。

## 家庭
1779年，亨利與霍恩洛厄-基希貝格親王克里斯蒂安·腓特烈·卡爾的女兒卡羅琳·亨麗埃特（1761年—1849年）結婚，兩個兒子分別是日後的羅伊斯幼系親王亨利六十二世和亨利六十七世。